# Aždahak
Aždahak (arménsky Արագած) je vyhaslá sopka a nejvyšší bod Geghamského hřbetu v Arménii. Dosahuje nadmořské výšky 3597,3 m, jedná se o čtvrtou nejvyšší horu v Arménii, po horách Aragac, Kapydžik a Siskatar.
Na vrcholu hory se nachází kráter celoročně vyplněný vodou a obklopený sněhem. Z vrcholu sopky je výhled na panorama hor Ararat, Atis, Ara, Aragac, Sevanské jezero, na svahy Geghamského hřbetu a četná údolí provincie Kotajk.

## Etymologie
Aždahak je arménské jméno démona popsaného v Avestě jako Aži Dahák, tříhlavý šeštioký drak. Tento démon a jemu další podobní aždahakové žili podle perské mytologie na vysokých horách a jednou z nich byla právě sopka Aždahak.

## Geologie
Členitý struskový kužel Aždahak má průměr až 1600 metrů a dosahuje výšky až 370 metrů. Celková plocha lávového vulkánu dosahuje přibližně 8 čtverečních kilometrů. Kužel hory je tvořen struskou, lapilli, pískem, sopečným popílkem, sutí, lávovými balvany a sopečnými pumami.

## Fauna a flóra
Fauna Aždahaku a ostatních přilehlých hor Geghamského hřbetu zahrnuje přibližně 250 druhů ptáků, což představuje 70 % celkové arménské ornitofauny. Kamenné svahy jsou důležitým prostředím pro život dravých ptáků jako jsou orel skalní, sup mrchožravý, sup hnědý, orel královský, sup bělohlavý a orlosup bradatý. Žije zde také medvěd hnědý.
Typickými rostlinami rostoucími na svazích Aždahaku jsou sinokvět, huseník kavkazský, kociánek dvoudomý, hořec pontický.

## Skalní rytiny
U Aždahaku bylo objeveno mnoho skalních rytin - petroglyfů. Tyto rytiny zobrazují především lovce, ale také astronomické objekty a jevy jako slunce, měsíc, souhvězdí, bolidy, komety a blesky.

## Turistika
Sopka Aždahak je pro turisty velmi atraktivním místem, ale pro svou odlehlost se k ní vydává jen málo lidí. V oblasti jsou také časté bouře, blesky, kroupy a silný sníh. Díky hustým mlhám je zde často viditelnost jen do tří metrů.
Přes obtížnější přístup se sopka stává oblíbeným místem i českých dobrodruhů o čemž svědčí množství blogů a výstupu na Aždahak.

## Galerie

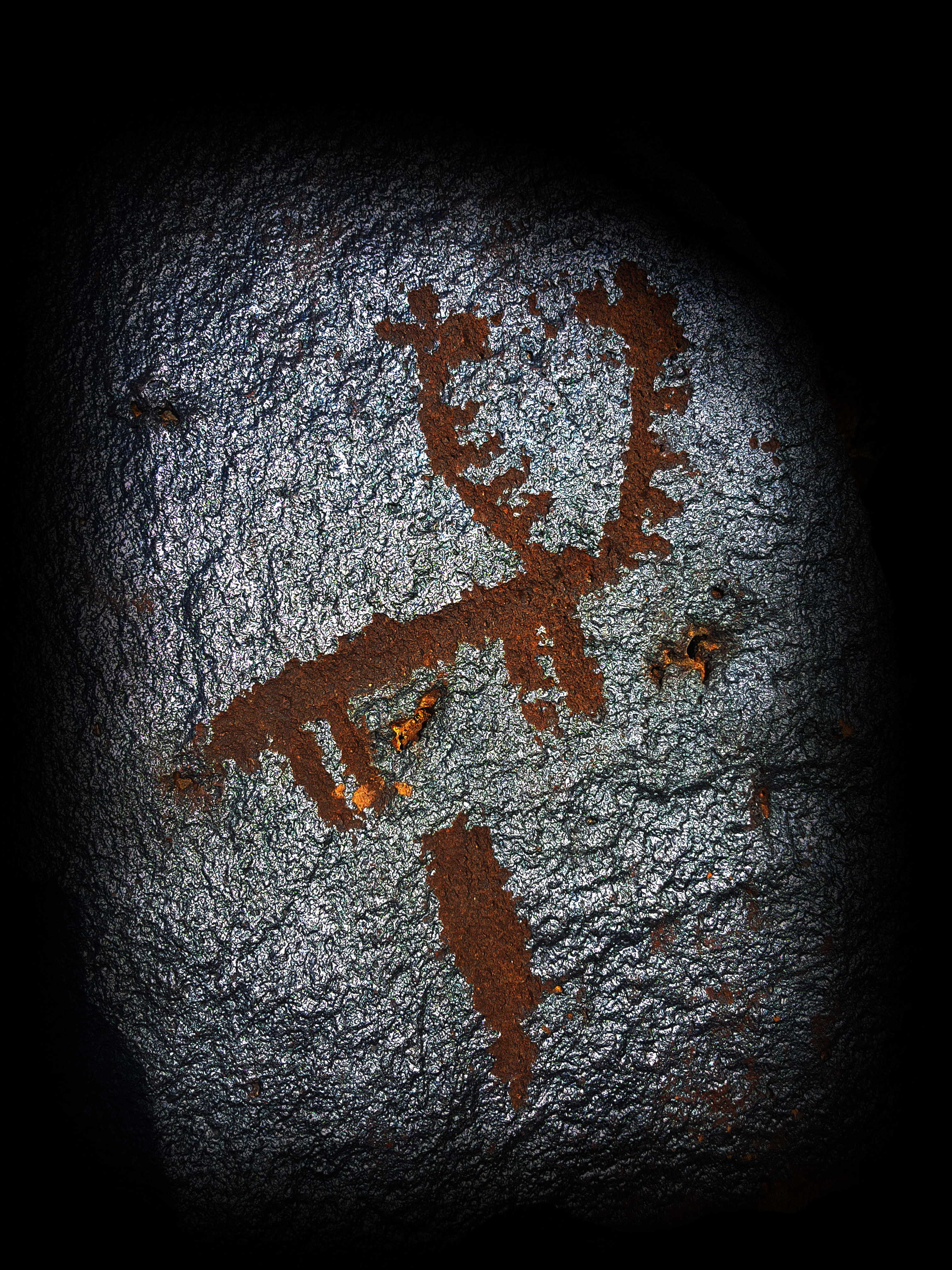
Petroglyf na Aždahaku
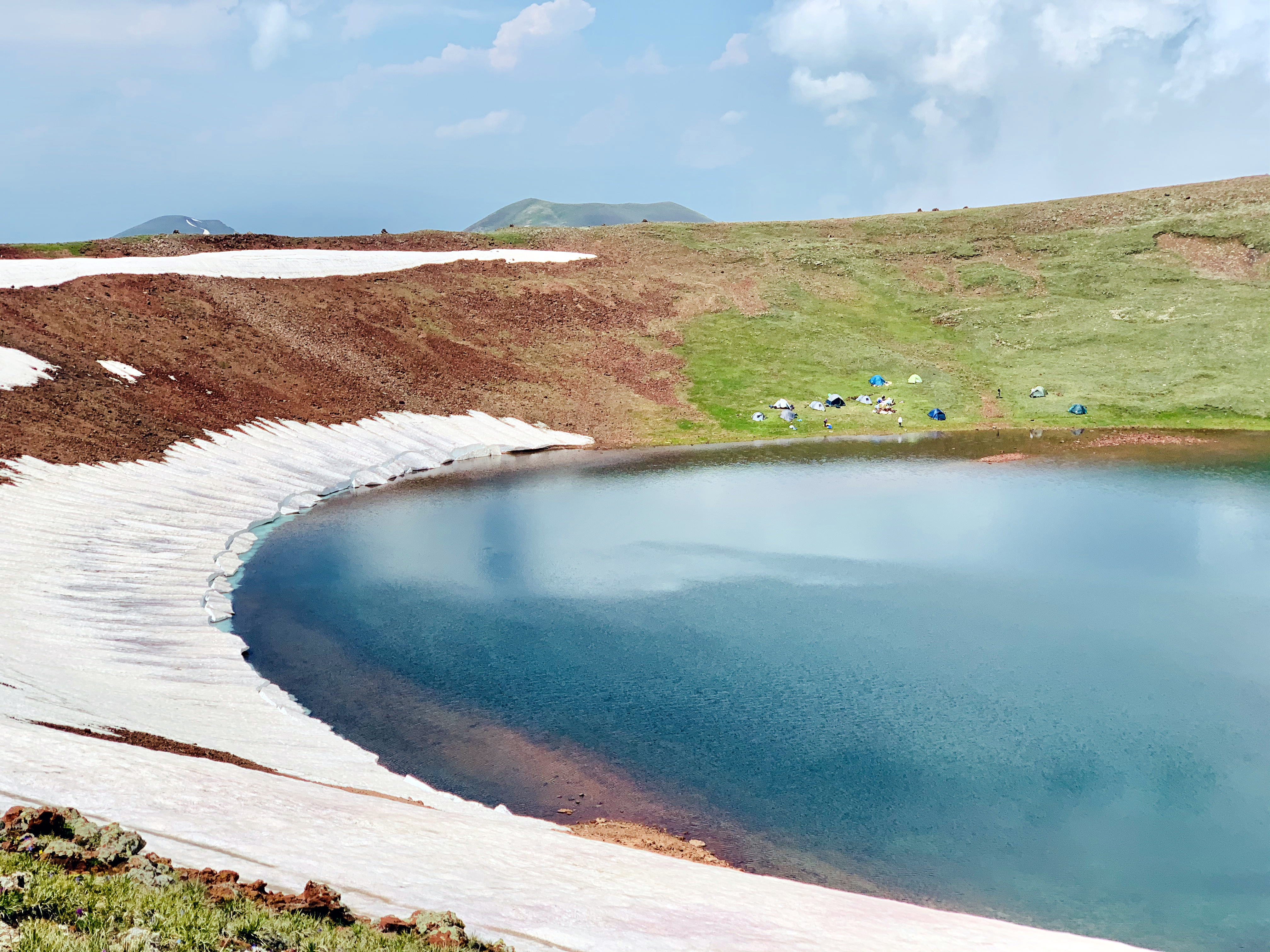
Turisté u bezejmenného jezera v kráteru
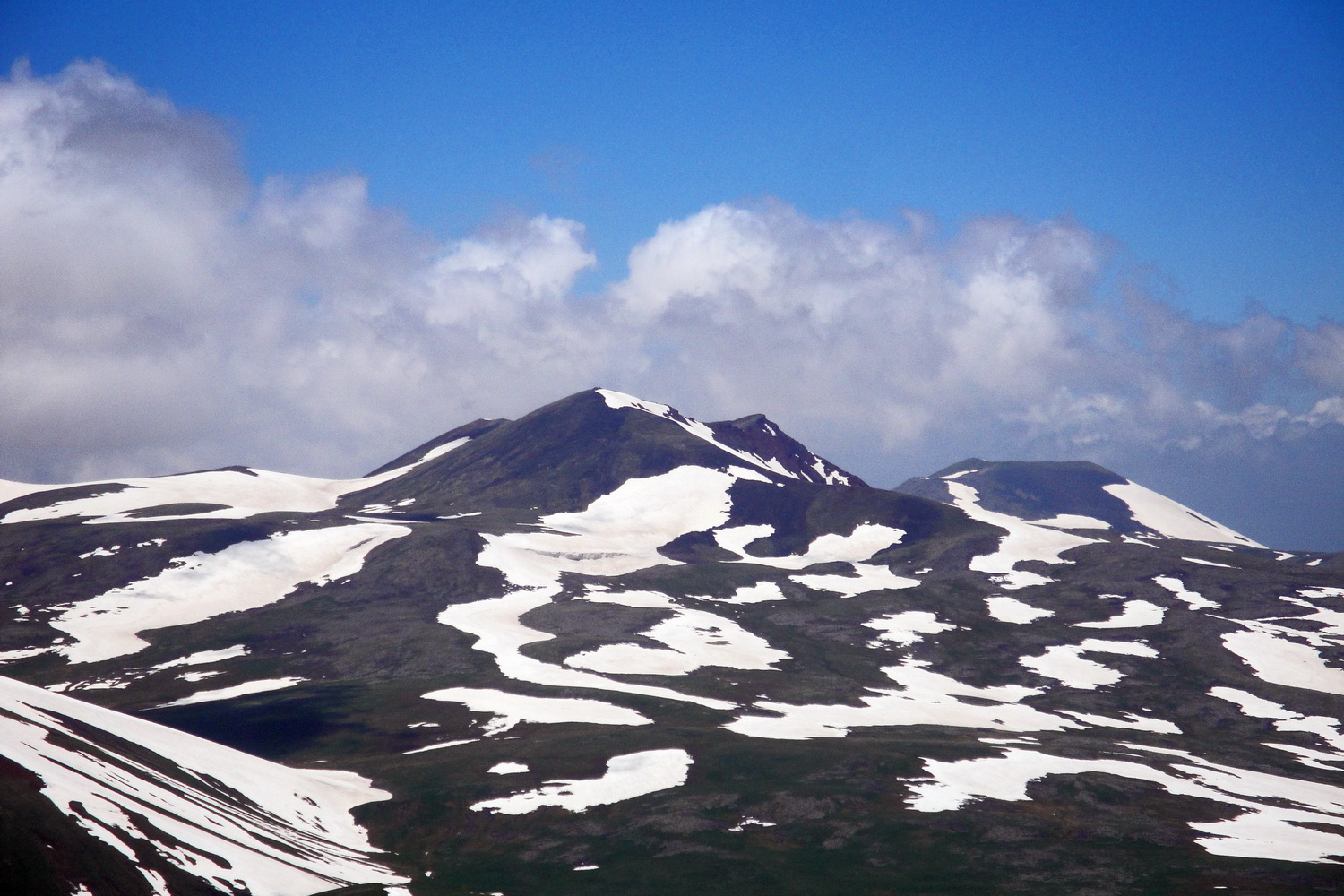
Sopka Aždahak
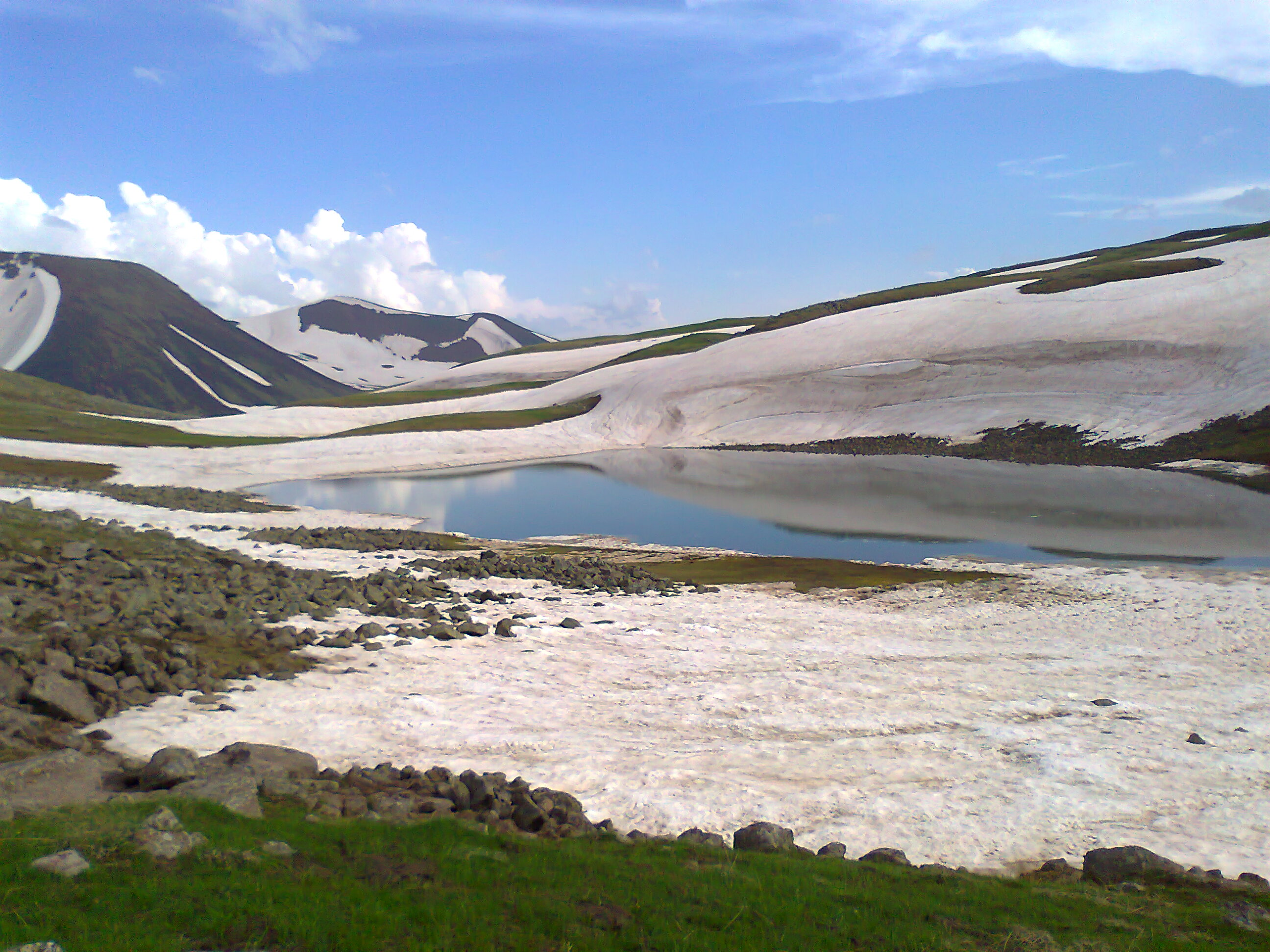
Sopka Aždahak